# Кожеед польский
Кожеед польский (лат. Anthrenus polonicus) — вид жуков из семейства кожеедов из подрода Helocerus рода Anthrenus.

## Описание
Жуки длиной тела 2—3,7 мм. Усики самок состоят из 5 или 6 члеников. Тело покрыто тёмно-коричневыми, жёлтыми, белыми и чёрными чешуйками. На надкрыльях имеются три непрерывающиеся перевязи, передняя из которых с заметным изгибом от края надкрылий до щитка.
Личинки длиной 3—4 мм с тёмно-коричневые головой. Первый членик усиков с четырьмя щетинками и тремя сенсиллами колокольчатой формы. Низ брюшка непигментированный и покрыт коричневыми шипиками. Куколки желтовато-коричневые, длиной 3,0—3,4 мм. Тело покрыто коричневыми щетинками. На голове и на нижней поверхности тела щетинки короче, чем на верхней.

## Биология
В природе личинки встречаются под корой деревьев, питаются мертвыми беспозвоночными. Имаго активны с мая, питаются на цветках растений семейств Зонтичные, Розоцветные, Молочайные. Личинки повреждают музейные коллекции птиц и насекомых.

## Распространение
Встречается в Восточной Европе и на Кавказе. Завезён в Туркменистан.